# Orologio astronomico della chiesa di Santa Maria a Rostock

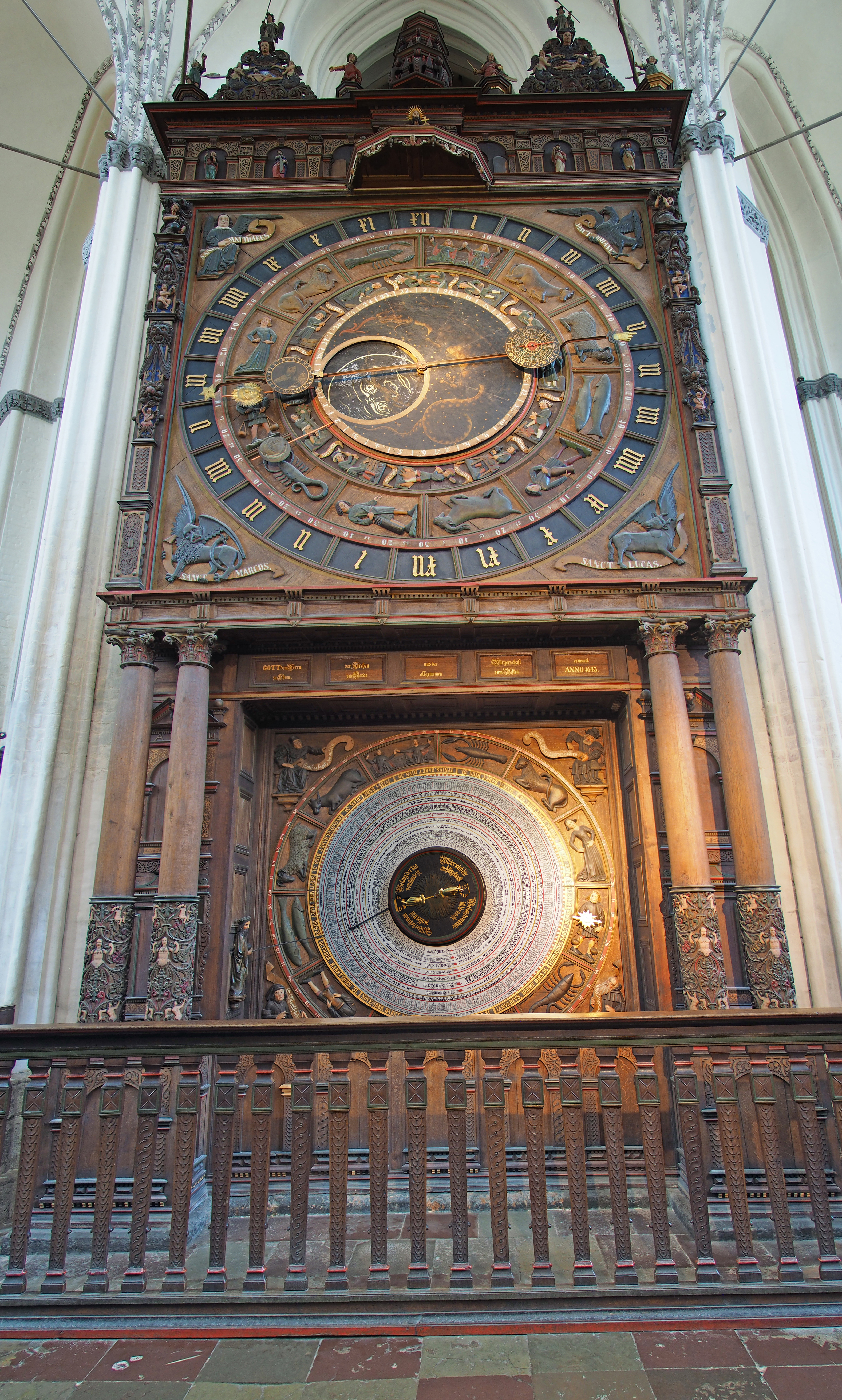
L'orologio astronomico della chiesa di Santa Maria a Rostock

L'orologio astronomico della chiesa di Santa Maria si trova a Rostock, in Germania. Si tratta di uno dei modelli più antichi ancora esistenti e funzionanti.

## Storia
Le prime notizie circa la presenza di un orologio astronomico all'interno della chiesa di Santa Maria risalgono al 1379, quando, sui libri contabili cittadini, è annotata una spesa di 212 marchi e mezzo per la costruzione di un orologio e della relativa cassa. Il nome del beneficiario del pagamento è sconosciuto, ma è possibile che si tratti di Nikolaus Lilienfeld.
L'orologio subì alcuni danni nel 1398, durante i lavori di rifacimento della chiesa. Nel 1470 il consiglio cittadino incaricò Hans Düringer di realizzare un nuovo orologio astronomico. Non si conosce la data di compimento dei lavori, ma, nel 1472, il vescovo Werner von Schwerin promulgò quaranta giorni di indulgenza per tutti coloro i quali avevano contribuito alla realizzazione dell'orologio.
A seguito della riforma protestante la sua regolare manutenzione venne a lungo sospesa, in quanto la monumentale struttura simboleggiava, nell'immaginario comune, il vecchio potere cattolico. L'orologio astronomico venne ripristinato fra il 1641 e il 1643 dall'orologiaio Lorenz Borchhard. Alcune parti vennero conservate e restaurate, come il quadrante, mentre altre vennero rifatte, come la cassa, ricostruita in stile tardo-rinascimentale. Nel 1710 il meccanismo di carica a contrappesi venne sostituito da un meccanismo a pendolo.
Nel 1835, durante i lavori di rifacimento della volta della chiesa, la polvere e i detriti causarono alcuni danni all'orologio, che si fermò. Altri lavori all'interno dell'edificio, eseguiti nel 1842, prosciugarono le casse parrocchiali, non permettendo la sistemazione dell'orologio. Un restauro completo del meccanismo interno e della cassa vennero eseguiti solo nel 1885 da Carl Börger e da Hendricus Jansen.
All'inizio del 1943, per timore dei bombardamenti della seconda guerra mondiale e memori della totale distruzione, avvenuta l'anno precedente, dell'orologio astronomico della chiesa di Santa Maria a Lubecca, a scopo protettivo venne costruito un muro di cemento davanti all'orologio. Il muro venne rimosso solo nel 1951 e l'orologio non riportò danni significativi. L'ultimo intervento di restauro venne effettuato fra il 1974 e il 1977.

## Struttura
Analogamente a molti altri orologi astronomici del periodo, anche quello della chiesa di Santa Maria a Rostock è suddiviso in tre parti sovrapposte: il carillon, l'orologio e il calendario perpetuo. Si trova nel deambulatorio, fra due pilastri dietro l'altar maggiore, e la sua altezza totale è di undici metri.

### Il carillon
L'elemento più in alto è costituito da un cornicione, decorato con archi e pilastri, dotato di un piano semicircolare con al centro una statua semovente di Gesù.
A mezzogiorno, da una porta sulla destra, un congegno meccanico fa partire un corteo formato dalle statue dei dodici apostoli, che, dopo essersi voltati verso Gesù e aver ricevuto la sua benedizione, rientrano in un'altra porta. L'ultimo della fila è Giuda, che non si inchina e che vede la porta chiudersi davanti a sé, impedendogli di rientrare. Deve quindi attendere il giorno successivo, quando le porte si aprono nuovamente, per poter tornare all'interno.
Sulla sommità sono presenti una struttura mistilinea a forma di torre di tre piani, contenente le campane del carillon, quattro angeli e due pannelli decorativi in legno intagliato raffiguranti Adamo ed Eva, posizionati nel XVII secolo. Prima dell'altar maggiore attuale, realizzato nel 1720, era presente un altare più basso, il quale permetteva ai fedeli presenti nella navata della chiesa di vedere la cima dell'orologio astronomico, posto dietro l'altare. Sulla sommità era presente un'altra torretta in legno, anch'essa contenente campane, realizzata nel 1643 e rimossa nel 1720.

### L'orologio

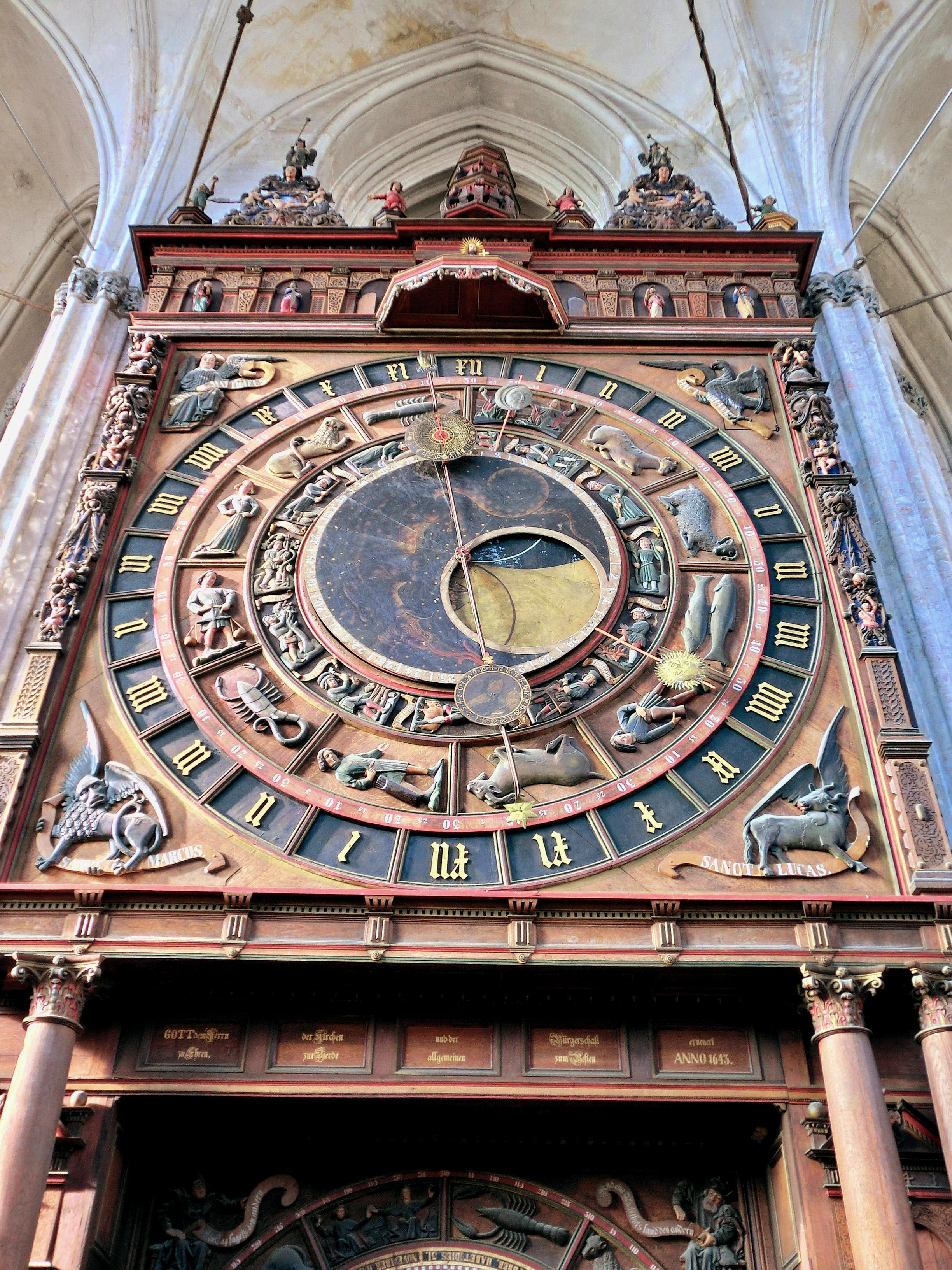
Il quadrante dell'orologio

L'orologio costituisce la struttura centrale dell'insieme. Eccetto le figure dei quattro evangelisti poste ai lati, aggiunte nel XVII secolo, il quadrante è del 1472 ed è formato da cerchi concentrici. Quello più esterno rappresenta l'ora, indicata da una mano e da un Sole. L'anello successivo fornisce le indicazioni astronomiche e astrologiche.
Seguono l'anello relativo ai mesi dell'anno, ognuno rappresentato da un personaggio scolpito (gennaio è un uomo che cena, febbraio un uomo che si scalda davanti al fuoco, marzo un contadino che pianta due alberi, aprile una donna che scava il terreno, maggio un contadino che semina, giugno un contadino che taglia l'erba, luglio una donna che raccoglie il mais, agosto un contadino che trebbia, settembre un uomo che raccoglie l'uva, ottobre un uomo che raccoglie le mele, novembre un contadino che taglia la legna, e dicembre un contadino che uccide un maiale).
Al centro c'è un disco dipinto con un drago contorniato da stelle, con una mano che indica la posizione del Sole. Il disco effettua, una volta l'anno, un giro completo in senso antiorario, e la mano passa attraverso i segni dello zodiaco e i simboli dei mesi. Un'apertura circolare mostra le fasi lunari, rappresentate da un grande volto dipinto su un disco che compie una rotazione completa ogni mese siderale.
Sul bordo ci sono i numeri da 1 a 29, i quali indicano il numero dei giorni trascorsi dall'ultima luna nuova. Se c'è la luna nuova, la mano della luna e quella del sole appaiono sovrapposte; alla luna piena, invece, sono contrapposte.
A una lancetta, inoltre, è fissato un piccolo disco, mantenuto sempre nella stessa posizione per mezzo di pesi. All'interno del disco è presente un ritratto commemorativo del senatore Zacharias Sebes (1601-1650), che si prodigò per le riparazioni all'orologio effettuate fra il 1641 e il 1643. Attorno al ritratto sono presenti i numeri da 1 a 24, che permettono anche lì la lettura dell'ora.
All'estremità opposta della lancetta è presente un altro piccolo disco, che, a differenza del precedente, è mosso da un ingranaggio. Si tratta di un orologio astrologico dove, ogni ora, una lancetta rossa passa attraverso 28 settori, contrassegnati dal nome e dal simbolo dei corpi celesti all'epoca conosciuti (il Sole, Mercurio, Venere, la Luna, Marte, Giove e Saturno), ripetuti quattro volte.

### Il calendario
Il calendario perpetuo è presente nel quadrante inferiore ed è formato da tredici dischi concentrici. I vari dischi sono scritti in rosso e nero su sfondo bianco (tranne il disco dei mesi, che è oro su fondo nero) e mostrano le informazioni relative al giorno della settimana (contrassegnato dalle lettere A, B, C, D, E, F e G), la data, l'ora in cui sorge il Sole, il santo del giorno e le varie festività, gli anni (dal 1885 al 2017), la data in cui cade la domenica di Pasqua e il numero aureo.
Al centro dei dischi è presente un pannello circolare con due finestrelle. Una mano indica, da una delle finestre, le ore che formano un giorno, con i numeri fino a 16 o 17. Dall'altra finestra un'altra mano conta le ore che formano la notte, con i numeri fino a 7 o 8, a seconda delle stagioni.
Il disco, inoltre, presenta anche alcune funzionalità storiche, come l'indicazione degli anni in cui la popolazione doveva pagare il cosiddetto "interesse romano", un tributo da versare ogni quindici anni. Il calendario mostra anche quanti giorni ci sono da Natale a martedì grasso. Una figura umana, sulla sinistra, ha un bastone in mano e indica sul disco la data del giorno. Ai lati del quadrante ci sono scolpiti quattro astronomi, risalenti al 1472. Attorno al disco sono presenti, scolpiti, i simboli dei segni zodiacali.
Il calendario non ha il 29 febbraio: nel caso di anni bisestili, infatti, la correzione viene effettuata a mano. Il disco del calendario viene periodicamente aggiornato: il primo venne installato nel 1470, il secondo conteneva gli anni dal 1643 al 1744, il terzo gli anni dal 1745 al 1877 e il quarto dal 1885 al 2017. Il 1º gennaio 2018 è stato installato il quinto disco, con gli anni dal 2018 al 2150, che è stato realizzato nel 2009.